# Поль Мерварт

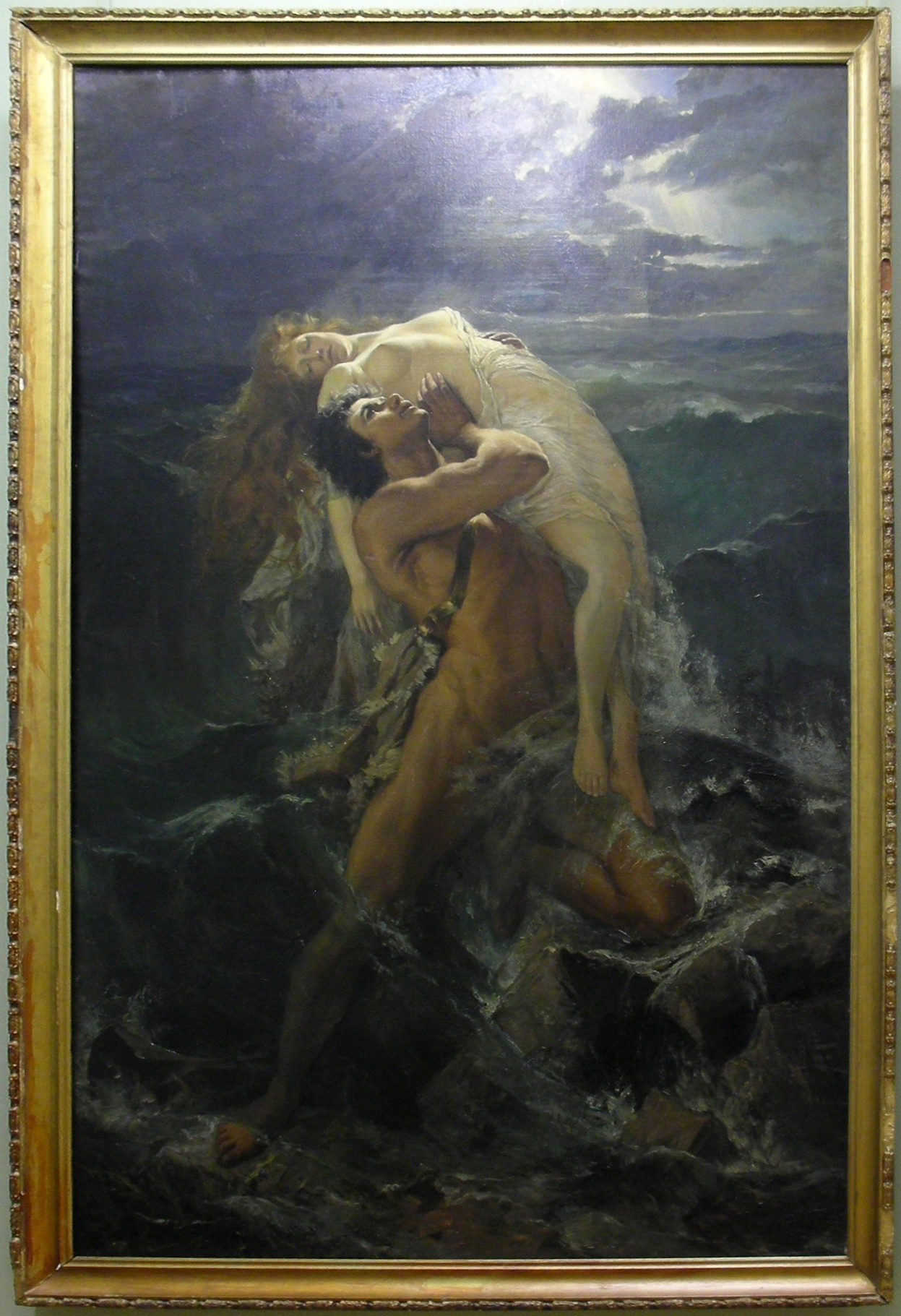
Поль Мерварт. Потоп або Девкаліон, що тримає свою дружину

Поль Мерварт (фр. Paul Merwart; 25 березня 1855, с. Мар'янівка Херсонської губернії — 8 травня 1902, Сен-П'єр, острів Мартиніка) — французький живописець та ілюстратор.

## Біографія
Народився 1855 року у змішаній родині — батька-француза, учасника Кримської війни і матері-польки. Закінчив середню школу у Львові, продовжив навчання в технічних інститутах Львова та Граца. Поранений на дуелі, вирушив на лікування до Італії, де вирішив присвятити себе мистецтву.
Вивчати мистецтво живопису почав у Відні, потім продовжив у Граці, Мюнхені та Дюссельдорфі. У 1877—1884 роках навчався в Школі витончених мистецтв у Парижі (Ecole des Beaux-Arts), учень Анрі Лемана та Ізидора Пильса. Студентські роботи П. Мерварта кілька раз нагороджувалися медалями.
З 1882 року працював ілюстратором-кореспондентом журналу «Le Monde illustré», побував в Російській імперії та Австро-Угорщині.У ході поїздки відвідав також Галичину, включаючи Львів, Перемишль, Коломию, був в Татрах і Карпатах.
Близько 1884 року П. Мерварт отримав французьке громадянство і оселився в Парижі.
У 1896 році П. Мерварт був призначений на посаду художника департаменту колоній, мабуть, завдяки підтримці брата Еміля, губернатора Заморського департаменту Франції.
Багато подорожував, побував на Канарських островах, в Сенегалі, Конго, Тунісі, Мавританії, Сомалі.
У квітні 1902 року направлений на о. Мартиніку у складі урядової комісії, що досліджувала вулкан Монтань-Пеле, що прокинувся.
Загинув 8 травня 1902 року під час раптового виверження цього вулкана разом з усім населенням м. Сен-П'єр (близько 28 тис. осіб).

## Творчість
Поль Мерварт — різноплановий художник. При створенні своїх робіт використав олію, акварель, пастель, займався графікою і технікою фрески, був чудовим ілюстратором. Тематика його робіт простягалася від біблійних мотивів, жанрового живопису до східнознавства (орієнталістики) та книжкової ілюстрації. Художником створено ряд чудових портретів. Одним з напрямків творчих робіт П. Мерварта були картини красивих молодих жінок, головним чином, парижанок-сучасниць художника, так званої, «Галереї краси».

## Участь у виставках
У 1878 році Поль Мерварт брав участь у Всесвітній виставці, а в 1879 році дебютував на одній з найпрестижніших художніх виставок Франції — в Паризькому салоні, де з тих пір майже щороку експонував свої полотна. Тоді ж здобув популярність як талановитий живописець і портретист.

Брав участь у виставках не тільки у Франції, але у Сполучених Штатах і Французькій Гвіані. Його роботи також демонструвалися в найбільших містах Європи: Відні, Лондоні, Празі, Берліні, Брюсселі, Лондоні, Гамбурзі, Варшаві, Кракові, Львові та ін.

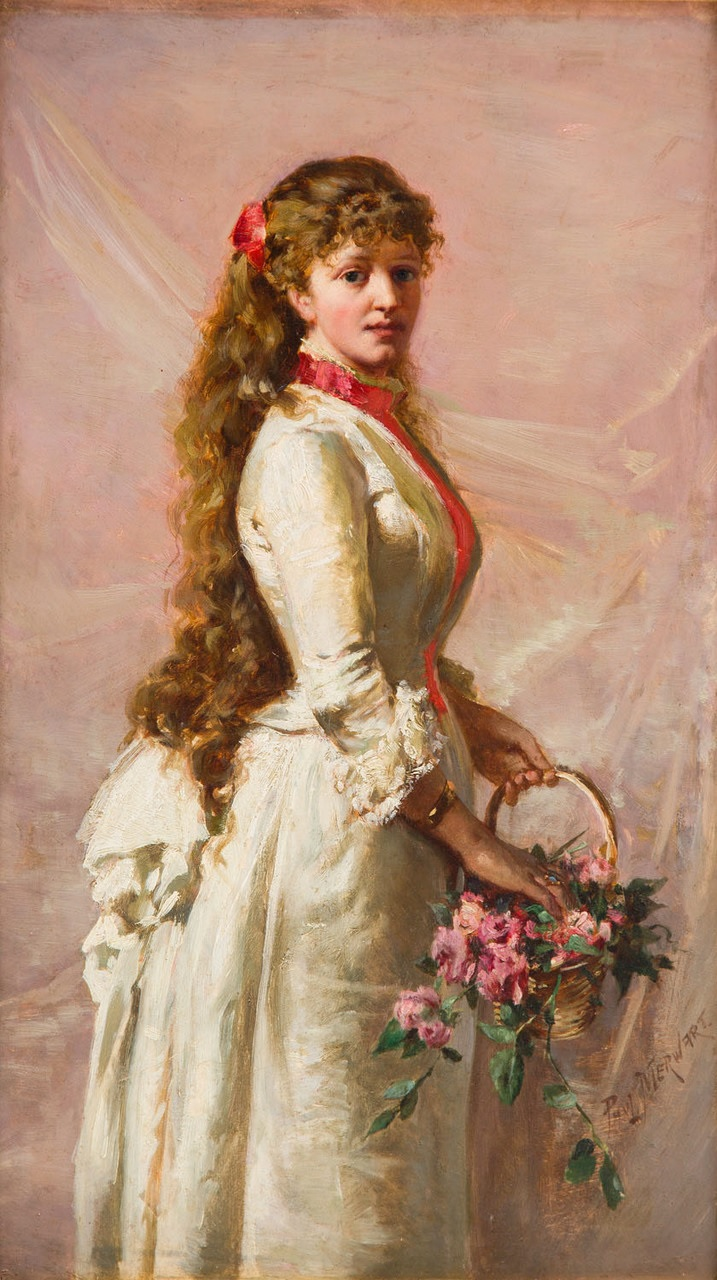
Парижанка. Дівчина з кошиком квітів.
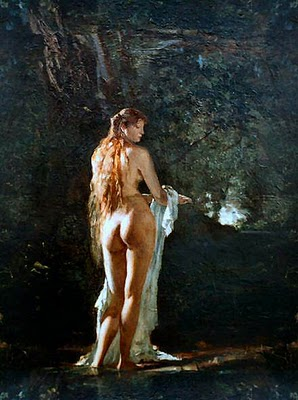
Купальниця, 1883
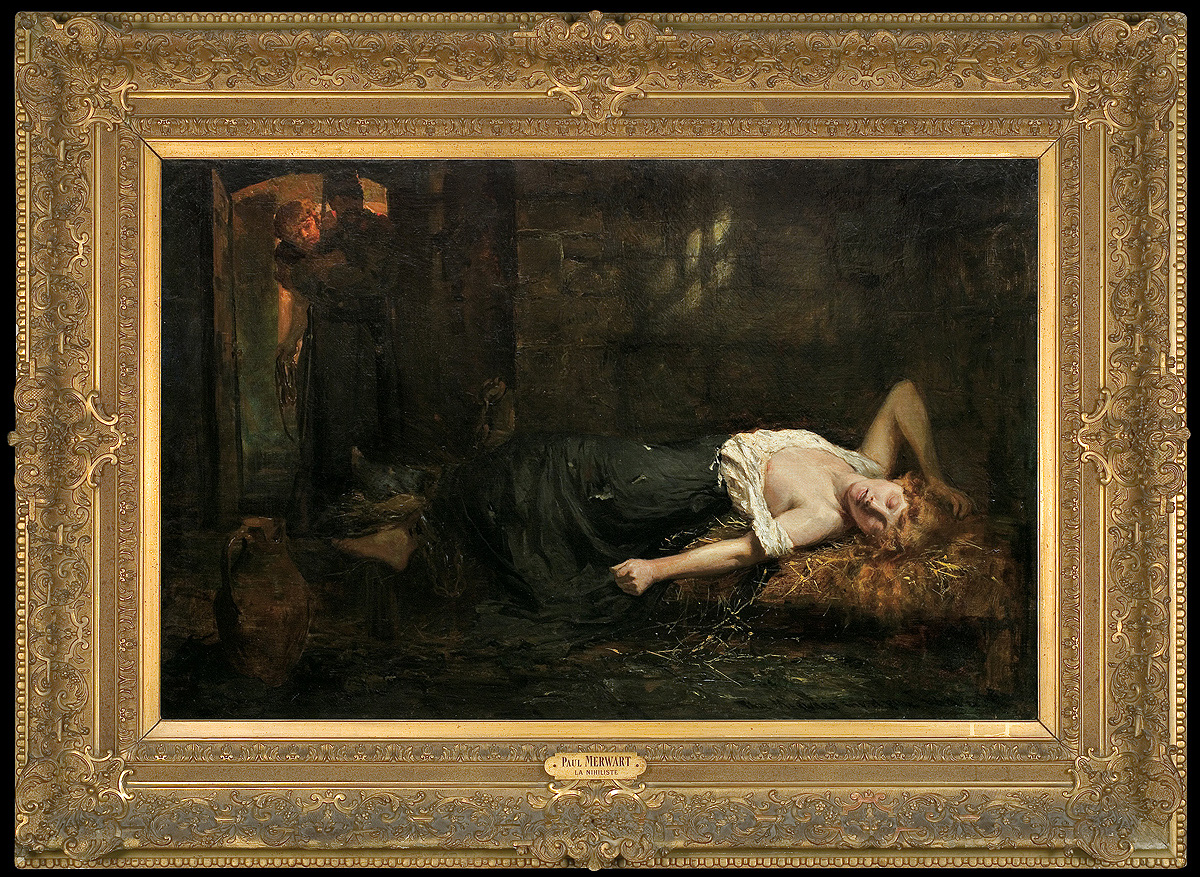
Нігілістка, 1888
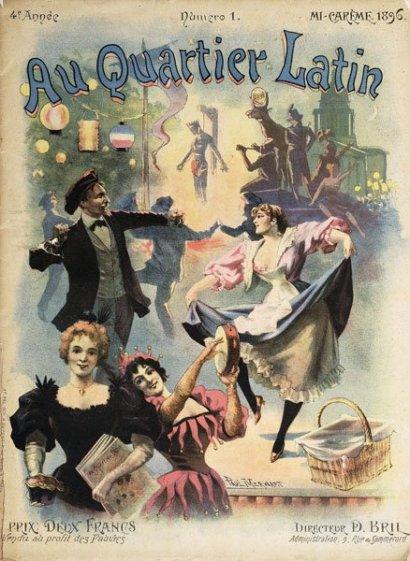
Журнальна ілюстрація, 1896
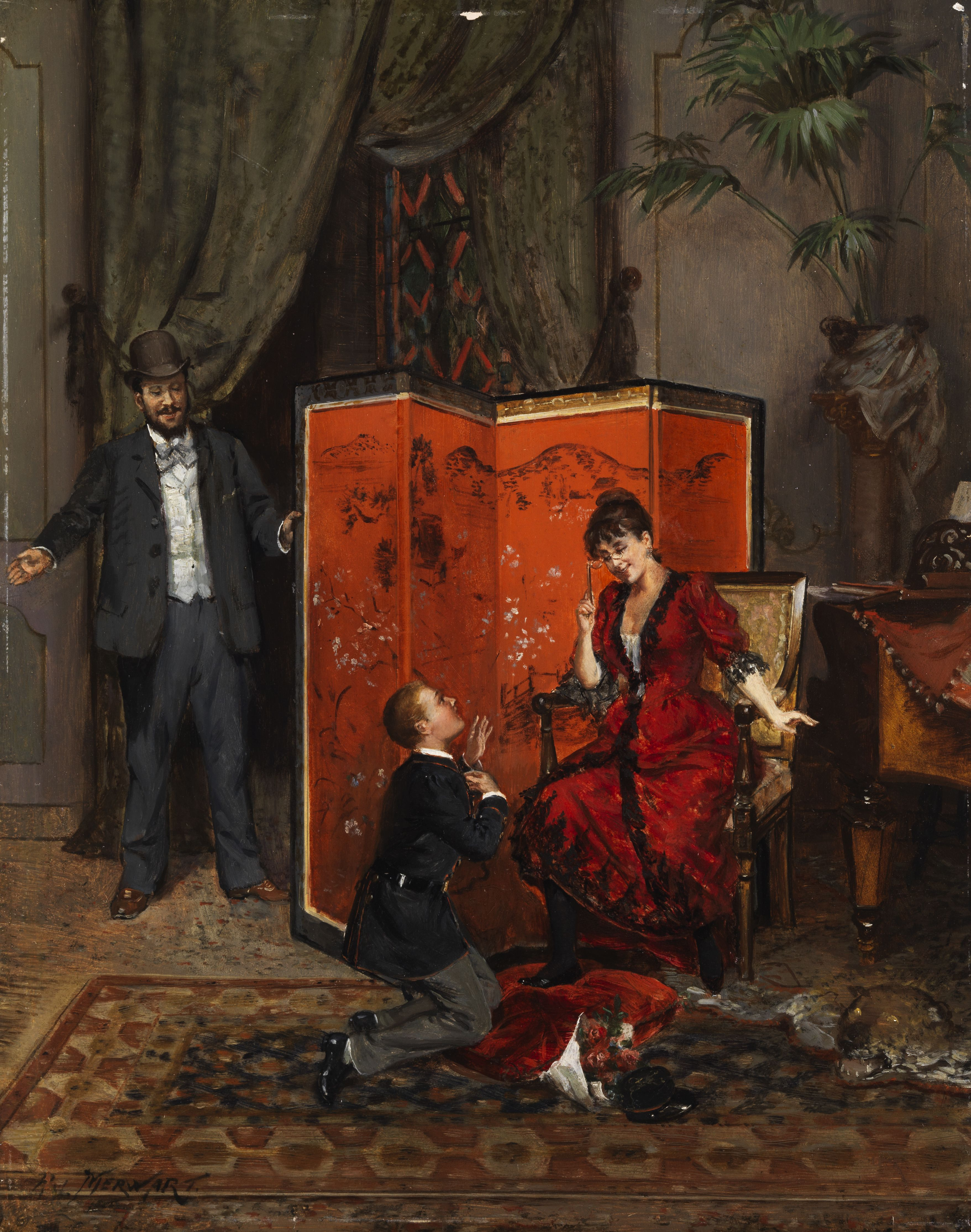
Невдачливий залицяльник, до 1899
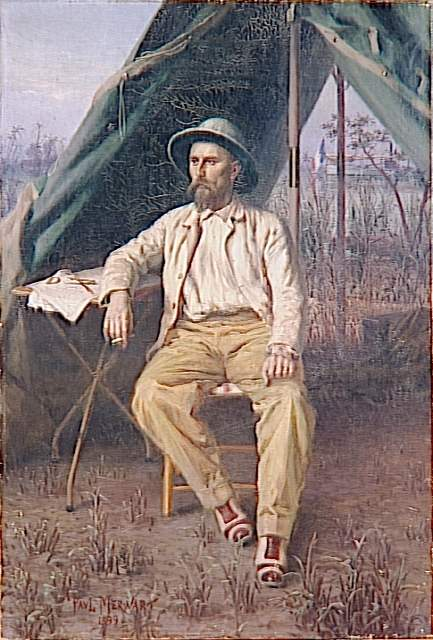
Портрет мандрівника Еміля Жентіля